# Комоштиця
Комошти́ця (болг. Комощица) — село в Монтанській області Болгарії. Входить до складу общини Якимово.

## Населення
За даними перепису населення 2011 року у селі проживали 970 осіб.
Національний склад населення села:
| Національність   | Кількість осіб | Відсоток |
| ---------------- | -------------- | -------- |
| болгари          | 847            | 88,0%    |
| цигани           | 100            | 10,4%    |
| турки            | 6              | 0,6%     |
| інша             | 6              | 0,6%     |
| не визначились   | 3              | 0,3%     |
| Всього відповіли | 962            |          |

Розподіл населення за віком у 2011 році:
Динаміка населення: